# Stazione di Marzocca
La stazione di Marzocca è una fermata ferroviaria posta lungo la linea Bologna-Ancona, a servizio dell'omonima frazione del comune di Senigallia che rientra nella classe di categoria bronze. Dispone solamente di due binari passanti, gli unici treni in transito sono i regionali e i regionali veloci.

## Storia
La fermata di Marzocca venne attivata il 15 giugno 1916, con servizio limitato alla stagione estiva; in seguito divenne una fermata ordinaria.

## Servizi
La stazione è classificata da RFI nella categoria bronze.